# Монастырь Грефрат
Монастырь Грефрат (нем. Kloster Gräfrath), — женский монастырь августинского ордена в городе Грефрат (ныне административная часть города Золинген, Северный Рейн-Вестфалия, Германия).

## История
Монастырь основан в 1187 году. В результате крупного пожара в Грефрате, когда сгорело 70 % построек, монастырские сооружения выгорели дотла. Восстановлен монастырь только в 1704 году, но в 1803 году, в результате секуляризации, он был ликвидирован.

## Современность
В настоящее время в монастырских постройках размещается известный в Германии «Немецкий музей клинков» (нем. Deutsche Klingenmuseum). Его отдельную часть образует церковная сокровищница, представляющая собой значительное собрание частиц мощей святых, собранных сёстрами монастыря и после его закрытия находившихся в католической церкви Успения Пресвятой Богородицы (St.Mariä Himmelfahrt).